# شکرالله‌خان صدری
شکرالله صدری  معروف به قوام الدوله  از سیاستمداران ایرانی بود، که در   دوره چهارم بعنوان نماینده خرمشهر در مجلس شورای ملی حضور داشت.